# Chicago, Rock Island and Pacific Railroad
Die Chicago, Rock Island and Pacific Railroad (RI) war eine US-amerikanische Eisenbahngesellschaft mit Sitz in Chicago. Sie war auch unter den Namen Rock Island Line oder schlicht Rock Island sowie in ihren letzten Jahren außerdem als THE ROCK bekannt. Als Bahngesellschaft war sie von 1852 bis 1980 auf einem im 20. Jahrhundert über 12.000 km langen Streckennetz im Mittleren Westen und den westlichen Südstaaten tätig.

## Streckennetz

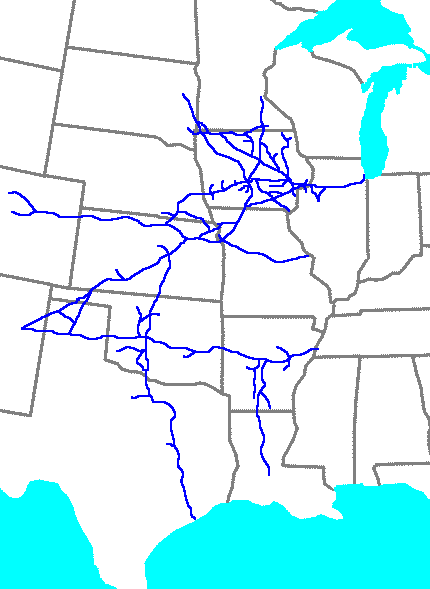
Streckennetz

Das Netz der Rock Island erstreckte sich hauptsächlich über die Bundesstaaten Colorado, Illinois, Iowa, Kansas, Missouri, Nebraska, New Mexico, Oklahoma und Texas. Die beiden östlichsten Punkte des Streckennetzes waren Chicago und Memphis (Tennessee). Im Westen reichte das Streckennetz bis nach Denver und Santa Rosa (New Mexico), im Süden bis nach Galveston in Texas und Eunice in Louisiana und im Norden bis nach Minneapolis.
Die wichtigsten Strecken führten von Chicago über Des Moines und Omaha nach Denver, von Minneapolis über Des Moines nach Kansas City (Missouri), von St. Louis über Kansas City, Herington und Tucumcari nach Santa Rosa, von Herington über Dallas-Fort Worth nach Galveston sowie von Tucumcari nach Memphis (Tennessee). Das Streckennetz war in Iowa am dichtesten und erreichte dort auch die meisten Städte eines Staates.
1914 hatte das Netz eine Streckenlänge von 13406 km (8328 Meilen), 1955 von 12748 km (7921 Meilen) und 1978 von 11305 km (7025 Meilen). Die weitaus meisten Streckenabschnitte waren eingleisig; zweigleisig waren die Verbindung von Chicago quer durch Illinois über Rock Island und Davenport bis West Liberty, ein Teilstück in Des Moines und der Streckenabschnitt Topeka–Herington.

## Geschichte

### Gründung, Ausdehnung über Iowa

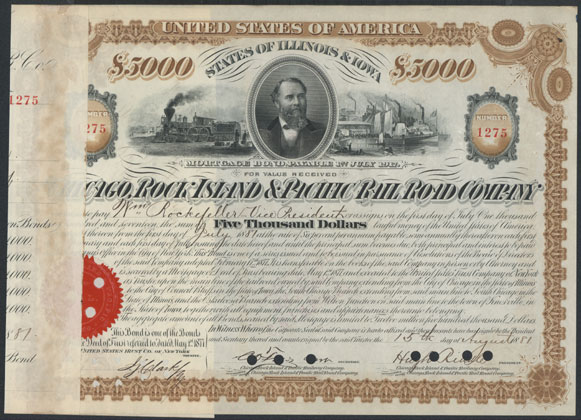
Bond der Chicago, Rock Island and Pacific Rail Road Company vom 15. August 1881

Spätere Variante des Logos der Rock Island

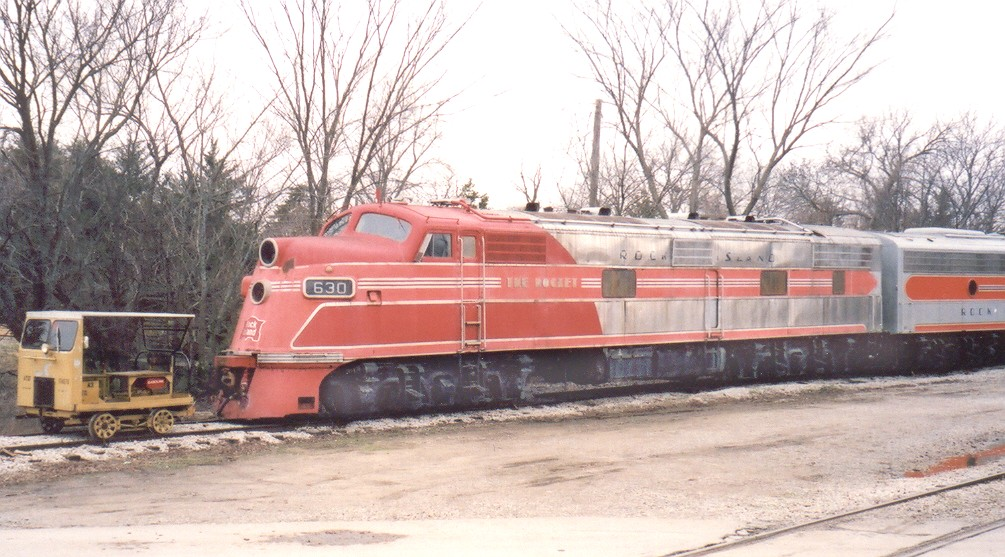
EMD E6 #630 der ehemaligen Rock Island in Baldwin City (Kansas), 28. November 2004.

1845 formierte sich in Rock Island am Mississippi River eine von James Grant geführte Gruppe, die für die Errichtung einer Bahnstrecke zwischen Rock Island und LaSalle am westlichen Ende des Illinois-and-Michigan-Kanals eintrat. Bahnstrecke und Kanal sollten gemeinsam eine Verbindung zwischen Rock Island und Chicago herstellen. Am 27. Februar 1847 gründeten Mitglieder dieser Gruppe die Rock Island & La Salle Rail Road, die jedoch Schwierigkeiten hatte, Investoren für ihr Vorhaben zu finden. Auf Bestreben des Bauingenieurs und späteren Rock-Island-Präsidenten Henry Farnam wurden die Pläne zugunsten einer durchgehenden Bahnverbindung adaptiert und die Gesellschaft im April 1851 in Chicago & Rock Island Railroad umbenannt. Baubeginn war am 1. Oktober 1851. Der erste Zug fuhr am 10. Oktober 1852 von Chicago bis Joliet. Seine Dampflokomotive der American-Bauart trug den Namen Rocket, der später Inspiration für die Benennung von Fernzügen war. Der reguläre Betrieb wurde am 18. Oktober 1852 aufgenommen und der Bau Richtung Westen fortgesetzt. Rock Island wurde am 22. Februar 1854 erreicht und eine Zweigstrecke von Bureau nach Peoria wurde im November 1854 fertiggestellt.
Westlich des Mississippis hatte die Mississippi and Missouri Railroad bald nach ihrer Gründung im Jahr 1853 mit dem Bau einer Bahnstrecke von Davenport nach Council Bluffs begonnen. 1855 reichte sie bis Iowa City. Die Government Bridge zwischen Davenport und dem direkt auf anderen Flussseite gelegenen Rock Island wurde 1856 als erste Eisenbahnbrücke über den Mississippi eröffnet. Die chronisch unterfinanzierte Mississippi and Missouri Railroad wurde am 9. Juli 1866 an die neu gegründete Chicago, Rock Island and Pacific Railroad verkauft, die am 20. August mit der Chicago & Rock Island Railroad zusammengeschlossen wurde. 1866 erreichte der Streckenbau Des Moines und am 11. Mai 1869 schließlich Council Bluffs und Omaha, den Ausgangspunkt der am Vortag fertiggestellten First Transcontinental Railroad. Die Rock Island war allerdings nicht die erste Bahnverbindung, die Council Bluffs von Osten erschloss. Die Cedar Rapids and Missouri River Railroad, ein Tochterunternehmen der Chicago and North Western Railway, hatte ihre Strecke bereits 1867 fertiggestellt.
In den 1870er- und 1880er-Jahren erweiterte die Rock Island ihr Streckennetz in Iowa und nach Missouri. So errichtete das Unternehmen eigene Strecken nach Leavenworth und Cameron, Ausgangspunkt einer Strecke nach Kansas City. Mit dem Erwerb der Burlington, Cedar Rapids and Northern Railway (BCR&N), die allerdings bis 1903 als eigene Gesellschaft weitergeführt wurde, wuchs das Streckennetz um mehrere Verbindungen in Iowa sowie Routen nach Minneapolis und Watertown. Im Rahmen von Umstrukturierungen wurde der Firmenname am 3. Juni 1880 in Chicago, Rock Island and Pacific Railway geändert.

### Erweiterung nach Westen
Die in Omaha beginnende Hauptstrecke der Union Pacific Railroad (UP) war eine der wichtigsten Anschlussverbindungen der Rock Island. Nachdem die Rock Island um diese Transporte zwischen Chicago und Omaha jedoch mit anderen Gesellschaften konkurriert hatte und die UP in den frühen 1880er-Jahren in finanzielle Schwierigkeiten geraten war, entschied sie sich zur Erweiterung ihres eigenen Netzes Richtung Westen. Über Tochterfirmen unter dem Dach der Rock-Island-Gesellschaft St. Joseph & Iowa Railroad wurden zwei Strecken durch Kansas projektiert. Die nach Südwesten führende Route erreichte 1888 Liberal, die entlang der Nordgrenze des Bundesstaats nach Westen getriebene Verbindung reichte 1889 bis Colorado Springs und Limon (und weiter nach Denver mittels Nutzungsrechten auf einer Strecke der UP). Von der Strecke nach Liberal wurde in Herington ein Abzweig nach Fort Worth gebaut, der 1893 eröffnet wurde.
1901 erlangte das so genannte Reid-Moore-Syndikat durch den Erwerb der Aktienmehrheit die Kontrolle über die Rock Island. Dieser Firmenverbund der Unternehmer Daniel G. Reid, William Henry Moore und William B. Leeds hatte eine marktbeherrschende Stellung in verschiedenen Bereichen, etwa der Weißblech-Produktion, und besaß landesweit tätige Unternehmen wie Nabisco. Die Rock Island übernahm unter der Regie der Reid-Moore-Gruppe andere Bahngesellschaften. So wurden 1902 die Choctaw, Oklahoma and Gulf Railroad mit einer Hauptstrecke von Memphis westwärts durch Arkansas und Oklahoma gekauft und 1903 die BCR&N vollständig in die Rock Island integriert. Neue Strecken wurden von Liberal über Tucumcari nach Santa Rosa (1902), Forth Worth nach Dallas (1903 durch die Tochtergesellschaft Chicago, Rock Island and Gulf Railway), Kansas City nach St. Louis (1904) sowie Little Rock südwärts bis Eunice (1905–1908) errichtet.
1905 erwarb die Rock Island die Hälfte der Anteile an der Trinity and Brazos Valley Railway (T&BV), die von 1903 bis 1907 schrittweise eine Bahnstrecke von Cleburne südlich von Forth Worth nach Houston errichtete. Von Forth Worth bis Cleburne sowie Houston nach Galveston erhielt die T&BV Nutzungsrechte auf Strecken der Gulf, Colorado and Santa Fe Railway. Die übrigen Anteile an der T&BV hielt die Colorado and Southern Railway, die ihrerseits durch die Chicago, Burlington and Quincy Railroad kontrolliert wurde. Im Jahr 1930 wurde die T&BV in die neue Gesellschaft Burlington-Rock Island Railroad überführt, aus deren Bezeichnung die Eigentumsverhältnisse direkt ersichtlich waren.
1911 gründete die Rock Island die Tochtergesellschaft St. Paul and Kansas City Short Line Railroad, die im August desselben Jahres die Bahnstrecke der St. Paul and Des Moines Railroad zwischen Des Moines und Clear Lake erwarb. Sie errichtete anschließend bis 1913 eine neue Strecke von Carlisle nach Allerton. Zusammen mit bestehenden Rock-Island-Strecken bildeten diesen neuen Abschnitte eine direkte Route zwischen Minneapolis und Kansas City. Das Streckennetz der Rock Island und ihrer Tochterfirmen hatte damit eine Länge von rund 12.000 km erreicht.
Zugleich erwarb die Rock Island auf Initiative des zum Reid-Moore-Syndikat beigetretenen Benjamin F. Yoakum Anteile an Betreibern benachbarter Strecken, unter anderem der St. Louis–San Francisco Railway (Frisco). Dazu ging die Rock Island allerdings hohe finanzielle Verpflichtungen ein. Das Geschäftsjahr 1914 schloss das Unternehmen aufgrund der hohen Zinsbelastung mit Verlusten ab. Am 20. April 1915 musste Insolvenz angemeldet werden, woraufhin der Betrieb bis 21. Juni 1917 unter Insolvenzverwaltung fortgeführt wurde. Anschließend stand der Bahnbetrieb kriegsbedingt bis 1920 unter der Direktion der United States Railroad Administration.

### Große Depression, Reorganisation
In den 1920er-Jahren war die Rock Island wieder selbständig tätig. Anstelle des Reid-Moore-Syndikats gewann die Frisco unter ihrem Vorsitzenden Edward N. Brown durch Aktienkäufe Einfluss. Brown wurde Aufsichtsratsvorsitzender der Rock Island und erwirkte hohe Dividenden, die 1927 5 % und 1929 7 % erreichten. Zugleich lag die Zinsbelastung der Rock Island 1929 aber bei nahezu 14 Millionen Dollar (2025: 256,43 Millionen Dollar). Die im selben Jahr beginnende Große Depression traf die Rock Island daher hart und zwang die Gesellschaft, am 7. Juni 1933 erneut Insolvenz anzumelden. Die Missernten der Dust Bowl infolge von Dürren und massiver, durch die zu Beginn des 20. Jahrhunderts regionsübliche landwirtschaftliche Praxis verursachter Erosion verschlimmerten die wirtschaftliche Lage der Rock Island in den 1930er-Jahren noch weiter.
Unter Führung von Edward M. Durham und John D. Farrington begann 1936 eine Neuorganisation der Rock Island. Dabei wurden unter anderem zahlreiche alte Fahrzeuge und Anlagen als Schrott verkauft, um die Erneuerung von Gleisen zu finanzieren, sowie erste Diesellokomotiven beschafft. Als Rockets bezeichnete Dieseltriebzüge wurden auf schnellen Fernverbindungen eingesetzt. Neben der grundlegenden Instandsetzung der Infrastruktur wurde vor allem auf der Route zwischen Chicago und New Mexico auch die Streckenführung optimiert, um Steigungen abzuflachen oder Kurven zu erweitern. Aufwendige Reparaturen, Umbauten und Modernisierungen an Fahrzeugen wurden in einem neuen Ausbesserungswerk in Silvis konzentriert. Silvis war auch Standort eines großen Rangierbahnhofs und zentrale Sammelstelle für ausgemusterte Fahrzeuge; Mitte der 1930er-Jahre monatlich etwa 200 Güterwagen und 15 Lokomotiven.
1941 verbuchte die Rock Island wieder Gewinne, doch wurde das Insolvenzverfahren erst zum 15. Dezember 1947 abgeschlossen. Ab dem folgenden Tag (nach anderen Quellen: Ab 1. Januar 1948) firmierte die Gesellschaft wieder als Chicago, Rock Island and Pacific Railroad. Mit dem Eintritt der Vereinigten Staaten in den Zweiten Weltkrieg war das Verkehrsaufkommen auf den Rock-Island-Strecken ab Mitte Dezember 1941 deutlich angestiegen. Im Güterverkehr war 1944 etwa das 1,5-fache des Vorkriegsvolumens zu befördern; im Personenverkehr gar um 530 % mehr als 1939.
Von den späten 1940er- bis Mitte der 1960er-Jahre erwirtschaftete die Rock Island durchwegs Gewinne. 1952 wurde mit 214 Millionen US-Dollar (2025: 2.529 Millionen US-Dollar) die höchste Umsatzmarke und im folgenden Jahr mit 25,9 Millionen US-Dollar (2025: 303,8 Millionen US-Dollar) der höchste Gewinn erreicht. Die Gesellschaft war allerdings sowohl der Konkurrenz anderer Verkehrsträger als auch anderer, wirtschaftlich stärkerer Bahngesellschaften ausgesetzt. Rückläufige Einnahmen wurden ab Ende der 1950er-Jahre durch den Aufschub von Investitionen kompensiert. 1964 wurden bei einem Umsatz von 204,6 Millionen US-Dollar (2025: 2.068,7 Millionen US-Dollar) nur noch 3,8 Millionen US-Dollar (2025: 38,4 Millionen US-Dollar) Gewinn erzielt. Ab 1965 mussten Verluste verbucht werden.
Seit Ende der 1940er-Jahre hatte der Unternehmer Henry Crown schrittweise Aktien der Rock Island erworben und war in den 1950er-Jahren zum größten Anteilseigner geworden.

### Fusionsversuch mit der Union Pacific Railroad

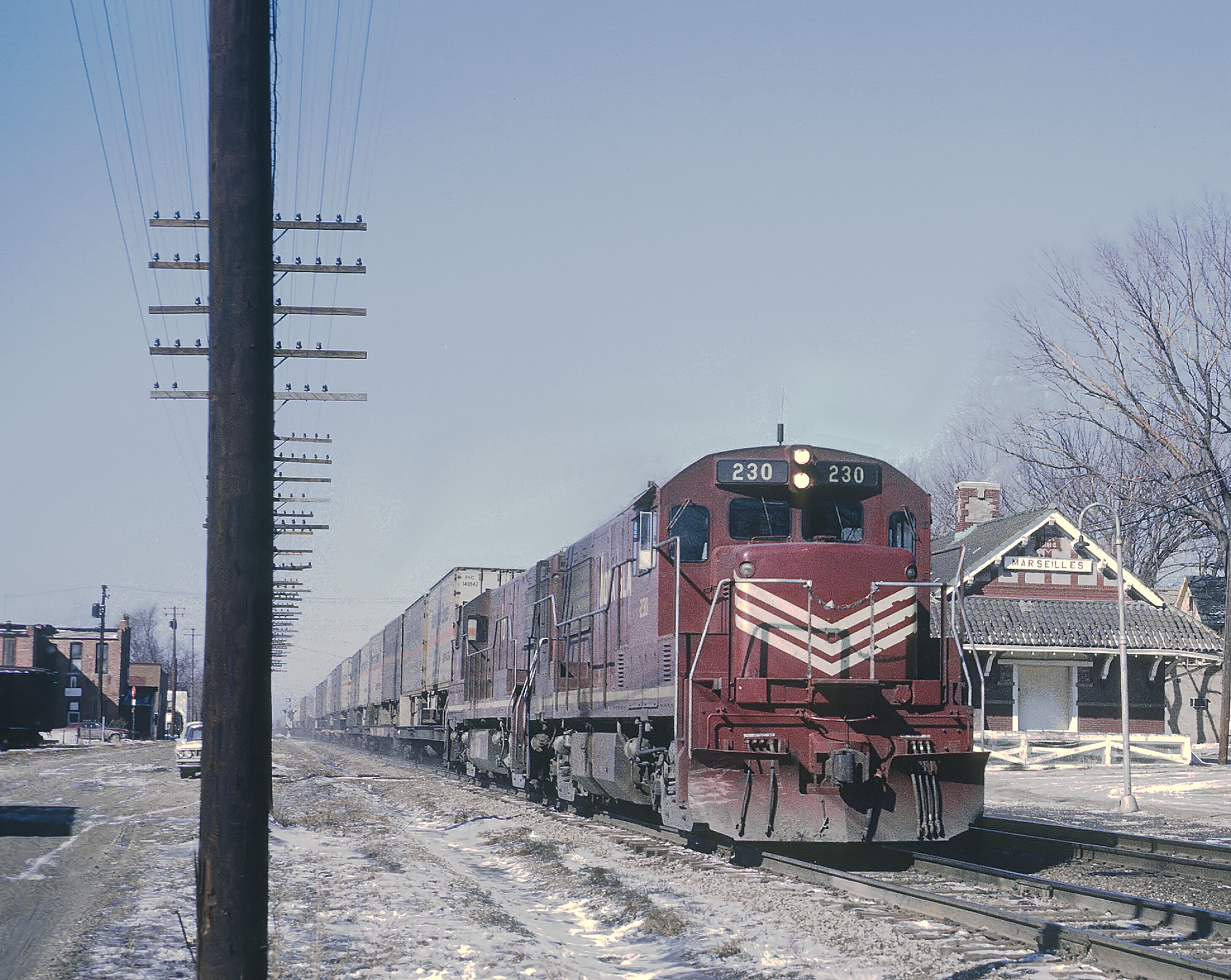
Rock-Island-Piggyback-Güterzug im Jahr 1967

In der zweiten Hälfte der 1950er-Jahre begann eine Serie von Fusionen zwischen US-Bahngesellschaften. Downing B. Jenks, der 1956 die Leitung der Rock Island übernommen hatte, erwog auch für sein Unternehmen den Zusammenschluss mit einer anderen, wirtschaftlich stärker aufgestellten Gesellschaft. 1958 wurden Gespräche mit der Milwaukee Road aufgenommen, die allerdings ebenso wie 1959 begonnene Sondierungsgespräche mit der Chicago and North Western Railway (C&NW) auf Bestreben von Henry Crown im November 1960 durch Aufsichtsratsbeschluss beendet wurden. Crown schlug eine Partnerschaft mit der Missouri Pacific Railroad (MP) vor, die ablehnte. Jenks wechselte allerdings im Februar 1961 zur MP.
1962 erwog die Southern Pacific Company (SP), die Rock Island zu erwerben und ihr Streckennetz damit nach Osten zu erweitern. Die Union Pacific Railroad (UP), die ihrerseits einen eigenen Zugang zum Knotenpunkt Chicago suchte, trat daraufhin mit einem Vorschlag an die SP heran: Wenn die UP die Rock Island übernähme, würde sie der SP für 120 Millionen Dollar (2025: 1.244,19 Millionen Dollar) den Großteil der Rock-Island-Strecken südlich und westlich von Kansas City verkaufen. Beide Unternehmen würden damit ihre Ziele erreichen. Mit Zustimmung der SP trat die UP daraufhin in Fusionsverhandlungen mit der Rock Island, deren Geschäftsführung das Übernahmeangebot begrüßte. Im September 1964 reichte die UP bei der Interstate Commerce Commission den Antrag zum Zusammenschluss mit der Rock Island ein; im April 1965 folgten die Unterlagen zum vorgesehenen Verkauf von Strecken an die SP.
Die C&NW, die bisher einen signifikanten Teil des Güterverkehrs zwischen dem östlichen Ende des UP-Streckennetzes und Chicago führte, gab als Alternative zur Fusion zwischen UP und Rock Island hohe Gebote für Rock-Island-Aktien ab und meldete die daraus potentiell entstehende Kontrolle der Rock Island durch Stimmrechtsmehrheit bei der ICC. Die ICC begann am 4. Mai 1966 die Anhörungen zu den Anträgen von UP und SP wie auch dem Antrag der C&NW. Verschiedene Bahngesellschaften erhoben Kritik an den Plänen. So suchte die Milwaukee Road ebenfalls nach einem Partner und sah sich durch den Zusammenschluss von UP und Rock Island in ihrer Existenz gefährdet. Die Atchison, Topeka and Santa Fe Railway unterstützte den Plan der C&NW und bekannte sich dazu, in diesem Fall den Südteil des Rock-Island-Streckennetzes zur erwerben – ähnlich wie es die SP als Santa-Fe-Konkurrent plante.
Die Anhörungen vor der ICC zogen sich dadurch über mehrere Jahre hin. Am 8. Juli 1970 lehnte die ICC die Anträge der C&NW und Santa Fe ab. Eine Genehmigung der Übernahme der Rock Island durch die UP wurde in Aussicht gestellt, jedoch mit Auflagen verbunden. Das vom Hausjuristen Nathan Klitenic geleitete ICC-Verfahren führte von 1971 bis 1974 zu vier Beurteilungen, die weitreichende Bedingungen für die Fusion definierten. Vor allem die Auflagen des vierten Berichts vom 8. November 1974 waren hoch. So sollten die Rock-Island-Streckenabschnitte von Omaha nach Denver an die Denver and Rio Grande Western Railroad und von Amarillo nach Memphis an die Santa Fe verkauft werden. Der bisher von der C&NW und der Milwaukee Road zwischen UP-Netz und Chicago erbrachte Güterverkehr hätte für fünf Jahre nicht auf die Rock-Island-Verbindung verlegt werden dürfen.
Als Reaktion auf diese Auflagen, aber auch als Resultat einer zunehmend schlechteren Zusammenarbeit zwischen UP und Rock Island in den Jahren seit 1965 sowie des massiven Rock-Island-Investitionsrückstands im selben Zeitraum, zog die UP ihren Antrag bei der ICC daraufhin zurück. In der Folge meldete die Rock Island am 17. März 1975 Insolvenz an. Die Union Pacific beendete daraufhin im August desselben Jahres die Übernahmeverhandlungen mit der Rock Island endgültig.

### Insolvenz und Liquidation
Nachdem über Jahre an der Wartung gespart und Investitionen aufgeschoben worden waren, befanden sich die Anlagen und Fahrzeuge der Rock Island zu diesem Zeitpunkt in einem schlechten Zustand. Unter Leitung von John W. Ingram wurde unter Insolvenzverwaltung versucht, das Unternehmen zu restrukturieren. Unter anderem wurden die vernachlässigte Instandsetzung der Hauptstrecken und die Beschaffung neuer Diesellokomotiven begonnen. Der Außenauftritt wurde mit einem neuen Logo und einem neuen hellblau-weißen Farbschema überarbeitet. Die wirtschaftliche Situation verbesserte sich, allerdings nicht im nötigen Umfang. Kreditanfragen der Rock Island bei der United States Railway Association (USRA) wurden nur teilweise bewilligt, da die USRA Zweifel hegte, ob die Rock Island zur Rückzahlung fähig sei. Zudem hatten konkurrierende Bahngesellschaften die Hilfeleistungen kritisiert.
Am 28. August 1979 begann das örtliche Betriebspersonal der Rock Island nach fehlgeschlagenen Gehaltsverhandlungen einen Streik, dem sich am folgenden Tag auch die Lokführer anschlossen. Letztere nahmen Mitte September ihre Arbeit wieder auf, die Mitglieder der Gewerkschaft Brotherhood of Railway, Airline, Steamship Clerks, Freight Handlers, Express and Station Employes jedoch auch nach Aufforderung durch US-Präsident Jimmy Carter nicht. Die ICC beauftragte daraufhin die Kansas City Terminal Railway (KCT) – an der die meisten in der Region tätigen Bahngesellschaften beteiligt waren – mit einem Notbetrieb auf dem Rock-Island-Streckennetz. Eine derartige Anordnung hatte die ICC zuvor nur einmal für die Lehigh and New England Railroad erlassen. Als die ICC diesen Auftrag (directed service order) nicht über März 1980 aufrechterhalten wollte, ordnete das Insolvenzgericht am 25. Januar 1980 die Liquidation der Rock Island an. Der Betrieb wurde schrittweise ab 23. März 1980 eingestellt; der letzte Rock-Island-Zug fuhr am 31. März 1980.
Der Zusammenbruch der Rock Island war der größte in der US-amerikanischen Eisenbahngeschichte, da hier im Gegensatz zu den vier Jahre zuvor in Conrail aufgegangenen Bahngesellschaften eine unmittelbare Einstellung des Geschäftsbetriebs erfolgte. Allerdings wurde ein großer Teil der Eisenbahninfrastruktur vom Insolvenzverwalter zunächst vermietet (beispielsweise an die Chicago and North Western Transportation oder die Iowa Railroad) und in den folgenden Jahren verkauft. Nach dem erfolgreichen Abschluss des Konkursverfahrens im Januar 1984 nannte sich die verbliebene Firma Rock Island in Chicago Pacific Corporation um und investierte in Verbraucherprodukte. Das Unternehmen wurde 1989 von der Maytag Corporation übernommen.
Die Markenrechte am ursprünglichen Firmennamen und dem letzten, von 1974 bis 1980 genutzten Logo wurden mehrere Jahrzehnte später durch den Unternehmer Robert Riley erworben. Er gründete 2017 ein neues Unternehmen Chicago, Rock Island and Pacific Railroad LLC, das vor allem im Bundesstaat Mississippi tätig ist.

## Verkehr

### Personenverkehr
Der Personenverkehr der Rock Island bestand im Wesentlichen aus Langstreckenverbindungen und dem Pendlerverkehr im Einzugsbereich von Chicago. Die im Vergleich wenigen lokalen Leistungen außerhalb von Illinois wurden hingegen häufig in Form von gemischten Zügen angeboten und bald nach dem Zweiten Weltkrieg eingestellt.
In den wenigen Großstädten, die die Rock Island direkt erreichte, nutzte sie im Personenverkehr meist Union Stations, an deren Betreibergesellschaften sie höchstens kleinere Anteile hielt. Die Ausnahme stellte Chicago dar, wo die Rock Island ihren Ausgangspunkt in der LaSalle Street Station hatte. Dieser Bahnhof wurde von 1866 bis 1968 gemeinsam von der Rock Island und der Lake Shore and Michigan Southern Railway (später Teil der New York Central Railroad) betrieben, davor und anschließend alleine durch die Rock Island.

#### Fernverkehr
Schon im 19. Jahrhundert betrieb die Rock Island Fernzüge im Personenverkehr, die auf anschließende Strecken anderer Bahngesellschaften übergingen und so Direktverbindungen herstellten. Eine der bekanntesten Verbindungen dieser Art wurde Anfang des 20. Jahrhunderts von Rock Island und Southern Pacific eingerichtet: Der Fernzug Golden State Limited (ab 1948 nur Golden State) verband Chicago über Kansas City, Tucumcari und El Paso mit Los Angeles. Er stand hier vor allem in Konkurrenz zu den Verbindungen der Atchison, Topeka and Santa Fe Railway, die auf eine kürzere Route zurückgreifen konnte. Der Golden State fuhr zuletzt am 21. Februar 1968.
1936 beschaffte die Rock Island sechs Zuggarnituren aus je einer Diesellokomotive des Typs EMC TA (einer schwächeren Variante der EMC EA) und drei bzw. vier untereinander über Jakobs-Drehgestelle verbundene Wagen. Diese Stromlinienzüge wurden auf mehreren Relationen unter dem Sammelbegriff Rock Island Rockets eingesetzt. 1939 wurden zusätzliche Fahrzeuge, allerdings mit konventionellen Drehgestellen ausgerüstete Wagen, für die Verbindung Chicago–Denver beschafft; weitere Verbindungen folgten in den 1940er-Jahren.
Die Konkurrenz anderer Verkehrsträger führte ab Ende der 1950er-Jahre zu Einschränkungen im Personenfernverkehr der Rock Island. Verstärkt durch die wirtschaftlich schwierige Lage des Unternehmens wurden in den 1960er-Jahren nahezu alle Fernverbindungen eingestellt. Als 1971 Amtrak geschaffen wurde, umfasste der Personenverkehr der Rock Island neben dem Pendlerverkehr in Chicago nur mehr zwei Zugpaare pro Tag: Chicago–Peoria als Peoria Rocket und Chicago–Rock Island als Quad Cities Rocket. Die Rock Island entschied sich gegen den Beitritt zu Amtrak und betrieb diese Verbindungen stattdessen bis 31. Dezember 1978 weiter unter eigener Verantwortung.

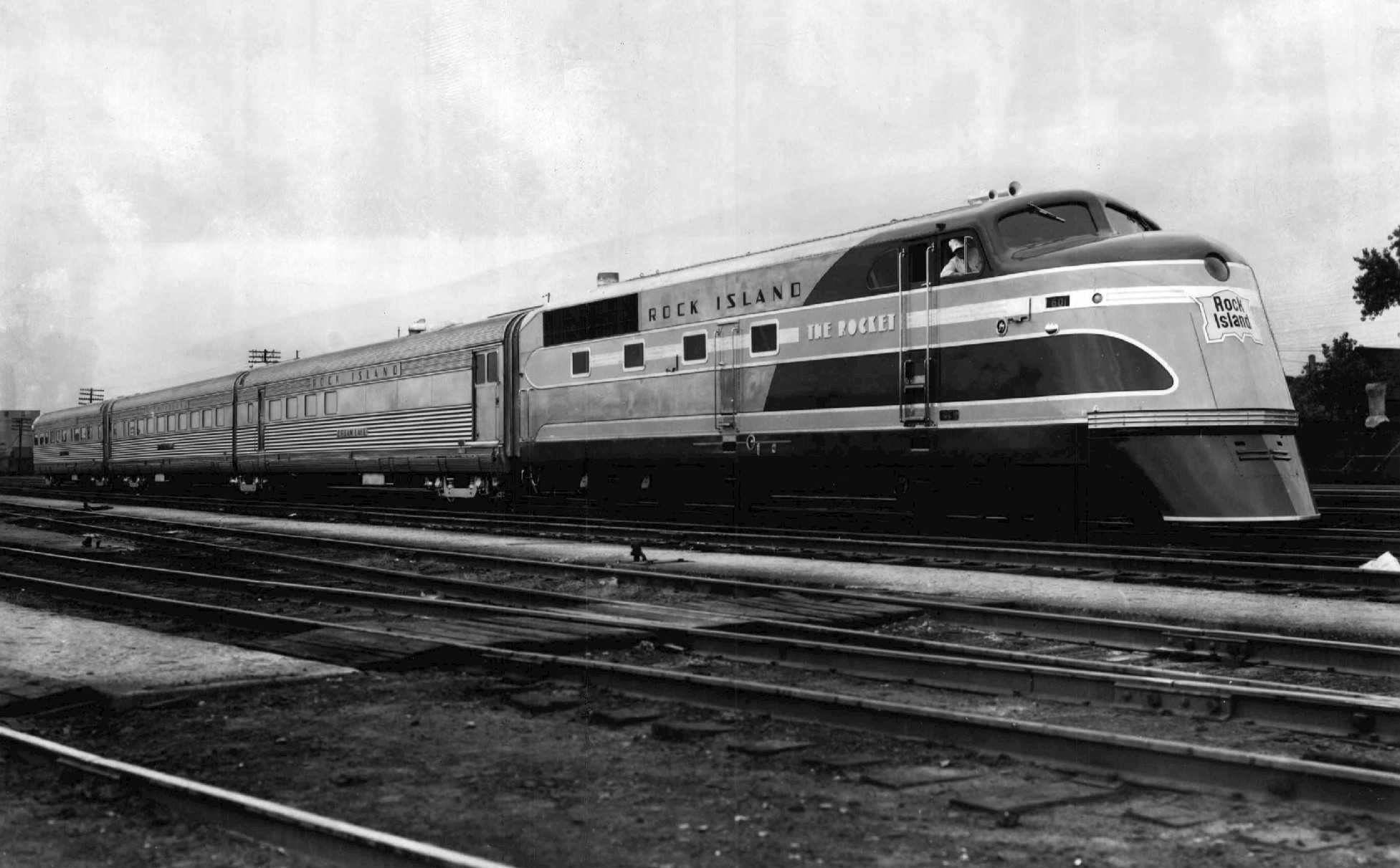
Eine der ersten Rocket-Einheiten (1937)
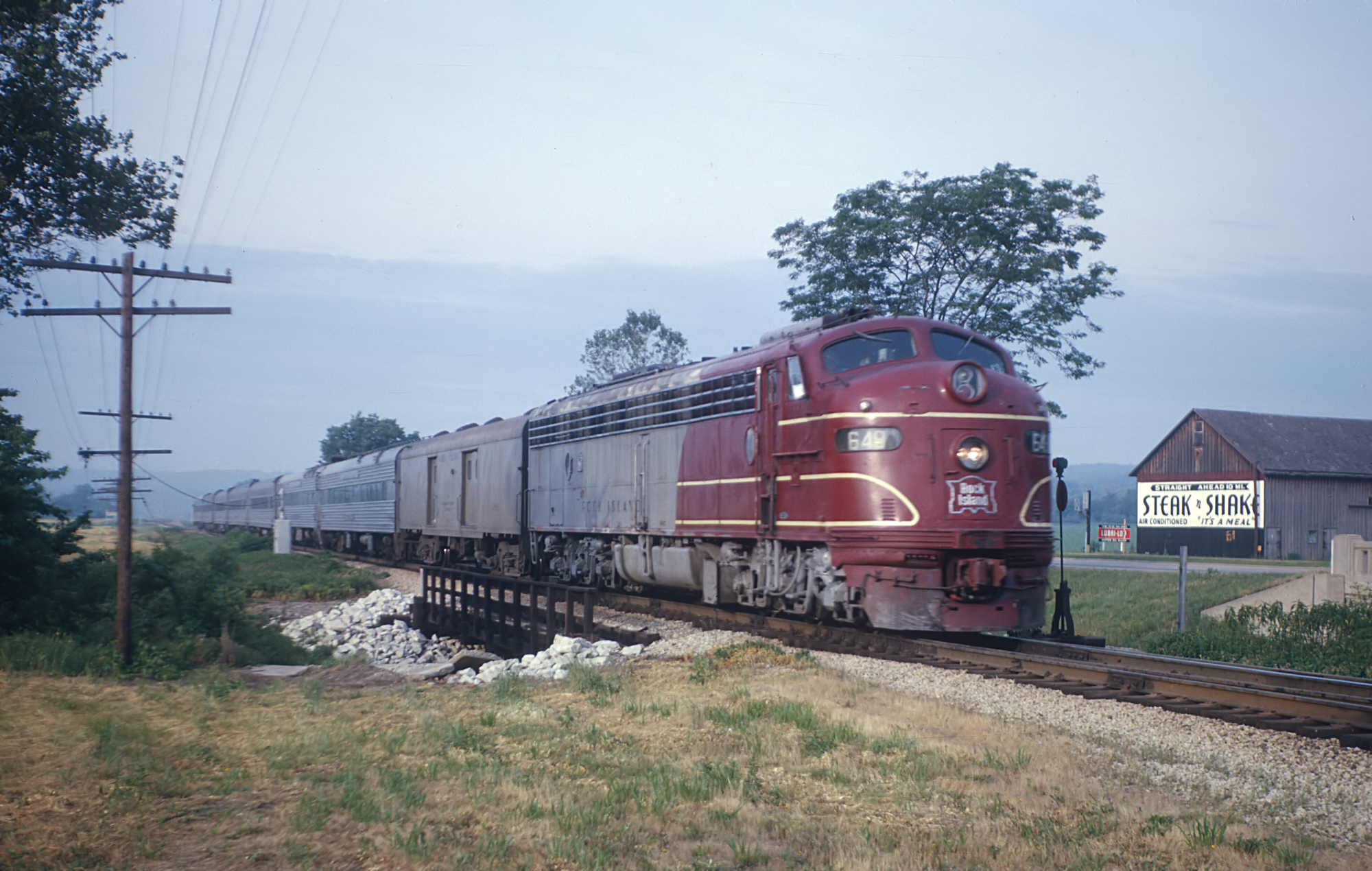
Peoria Rocket bei Peoria (1963)
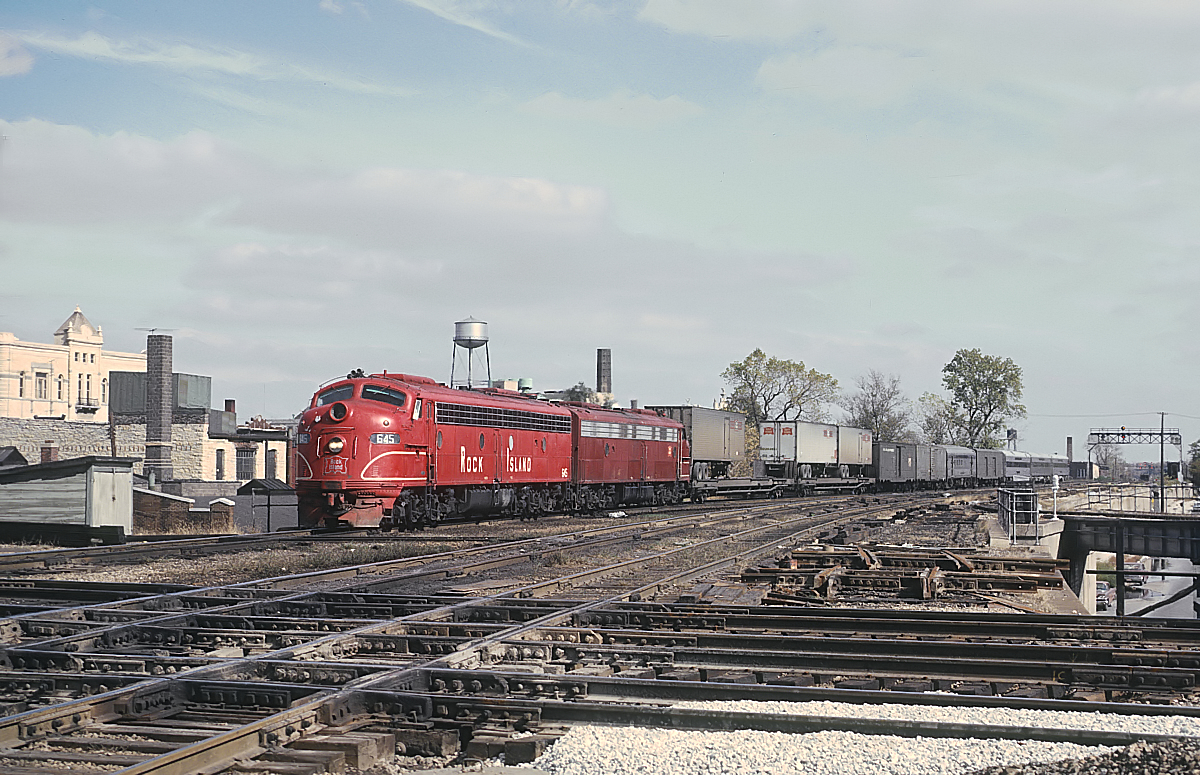
Expressgüter- und Personenzug (1966)

#### Großraum Chicago
Ebenfalls bereits im 19. Jahrhundert begann die Rock Island, im Raum Chicago dedizierte Personenzüge für den Lokalverkehr einzusetzen, da die Langstreckenzüge die dort zahlreichen Zwischenhalte nicht bedienen konnten. Zunächst konzentrierten sich diese Leistungen auf den Abschnitt vom Bahnhof Chicago LaSalle Street Station bis etwa Blue Island, wurden dann aber schrittweise weiter gen Südwesten bis Joliet verlängert. Zwischen Gresham, rund 15 km südlich der LaSalle Street Station, und Blue Island besteht seit 1899 eine 10 km lange, maximal 2,5 km westlich der Hauptstrecke verlaufende Parallelstrecke, über die ein Teil der Lokalzüge geführt wird.
Ab den 1920er-Jahren wurde für den Pendlerverkehr spezifisches Fahrzeugmaterial vorgehalten. Ende des Jahrzehnts neu beschaffte Leichtbauwagen, die aufgrund ihrer Baujahre und ihres Einsatzbereichs nach Al Capone den Spitznamen „Capone-Wagen“ erhielten, wurden von Pacific-Dampflokomotiven bespannt. Die Dampflokomotiven wurden in den 1940er-Jahren von Diesellokomotiven abgelöst. Von 1958 bis 1965 setzte die Rock Island auch die drei Mitte der 1950er-Jahre von General Motors als Fernverkehrstriebzüge entwickelten Aerotrains zwischen Chicago und Joliet ein. 1965 wurden sie ebenso wie ältere Personenwagen durch neu beschaffte Doppelstockwagen des Herstellers Budd abgelöst.
Seit 1976 unterstützte die öffentliche Regional Transportation Authority (RTA) den Betrieb auf den Pendlerstrecken im Raum Chicago finanziell. Die Rock Island erhielt so ab 1977 neue Diesellokomotiven des Typs EMD F40PH sowie ab 1978 weitere Doppelstockwagen, mit denen die letzten „Capone-Wagen“ abgelöst werden konnten.
Der Streik ab 28. August 1979 führte auch zur Einstellung des Pendlerverkehrs der Rock Island. Unter formaler Regie der Kansas City Terminal Railway, die dafür auf die Dienste der Chicago and North Western Transportation zurückgriff, wurde das Angebot am 8. Oktober 1979 wieder aufgenommen. Zum Jahreswechsel 1980/81 erwarb die RTA die für den Lokalverkehr nötigen Anlagen. Ab 1. Juni 1981 führte die RTA den Betrieb selbst und übergab ihn 1984 der neu gegründeten METRA. Seither ist die Verbindung Chicago–Joliet einschließlich der Zweigstrecke bei Blue Island der Rock Island District im METRA-Netz.

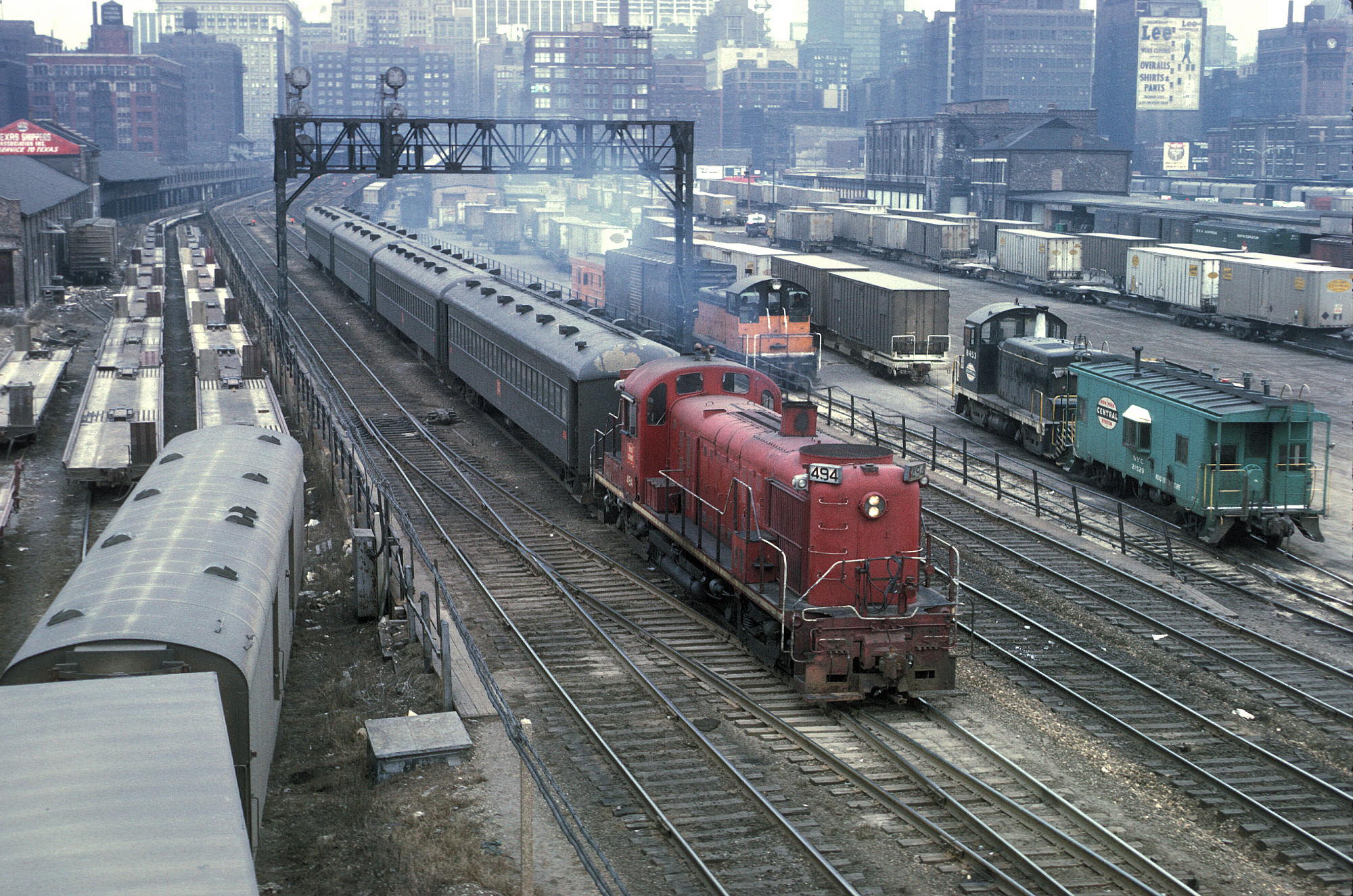
Zug mit „Capone-Wagen“ in Chicago (1968)
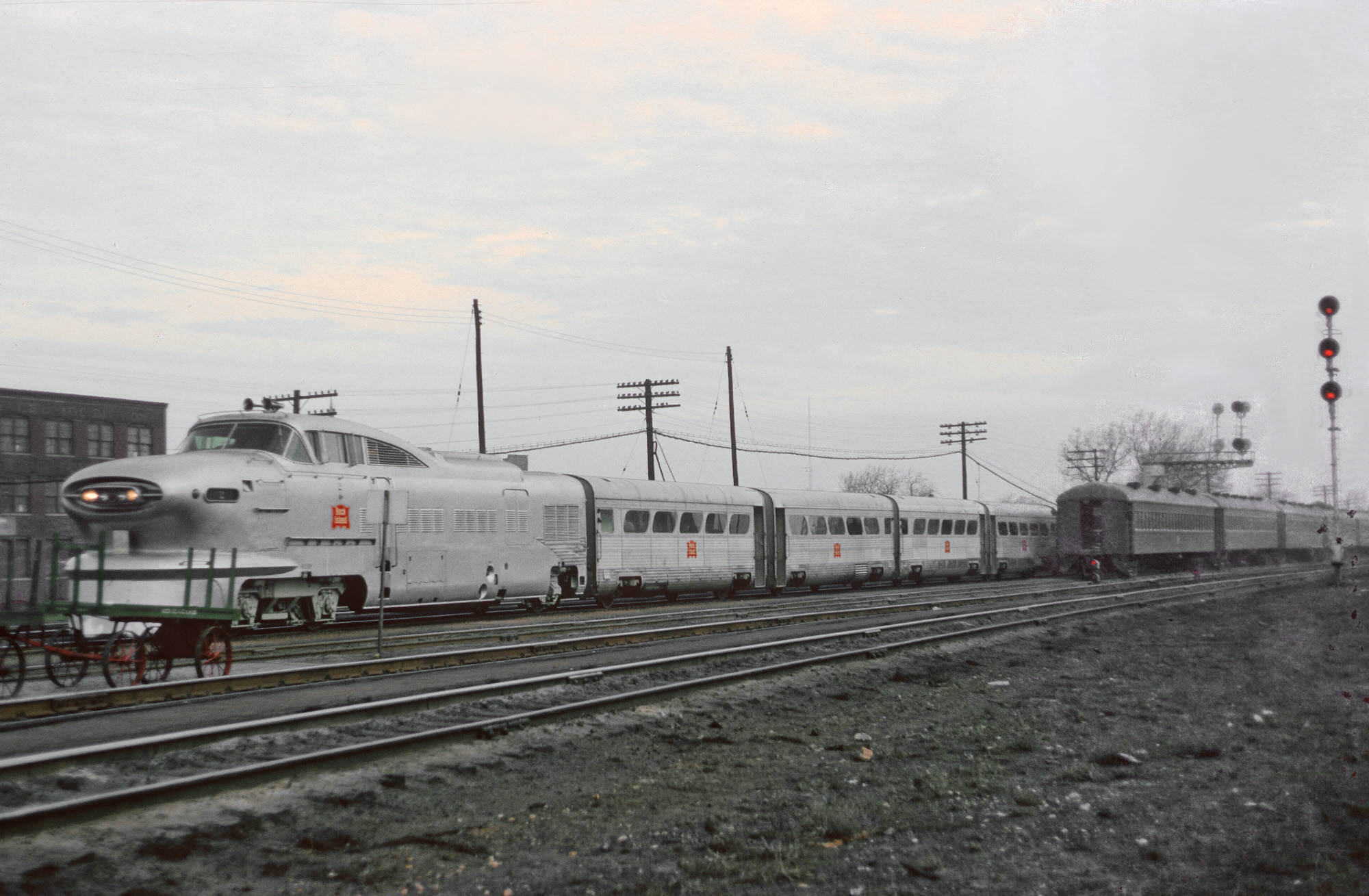
Aerotrain im Pendlerverkehr (1965)
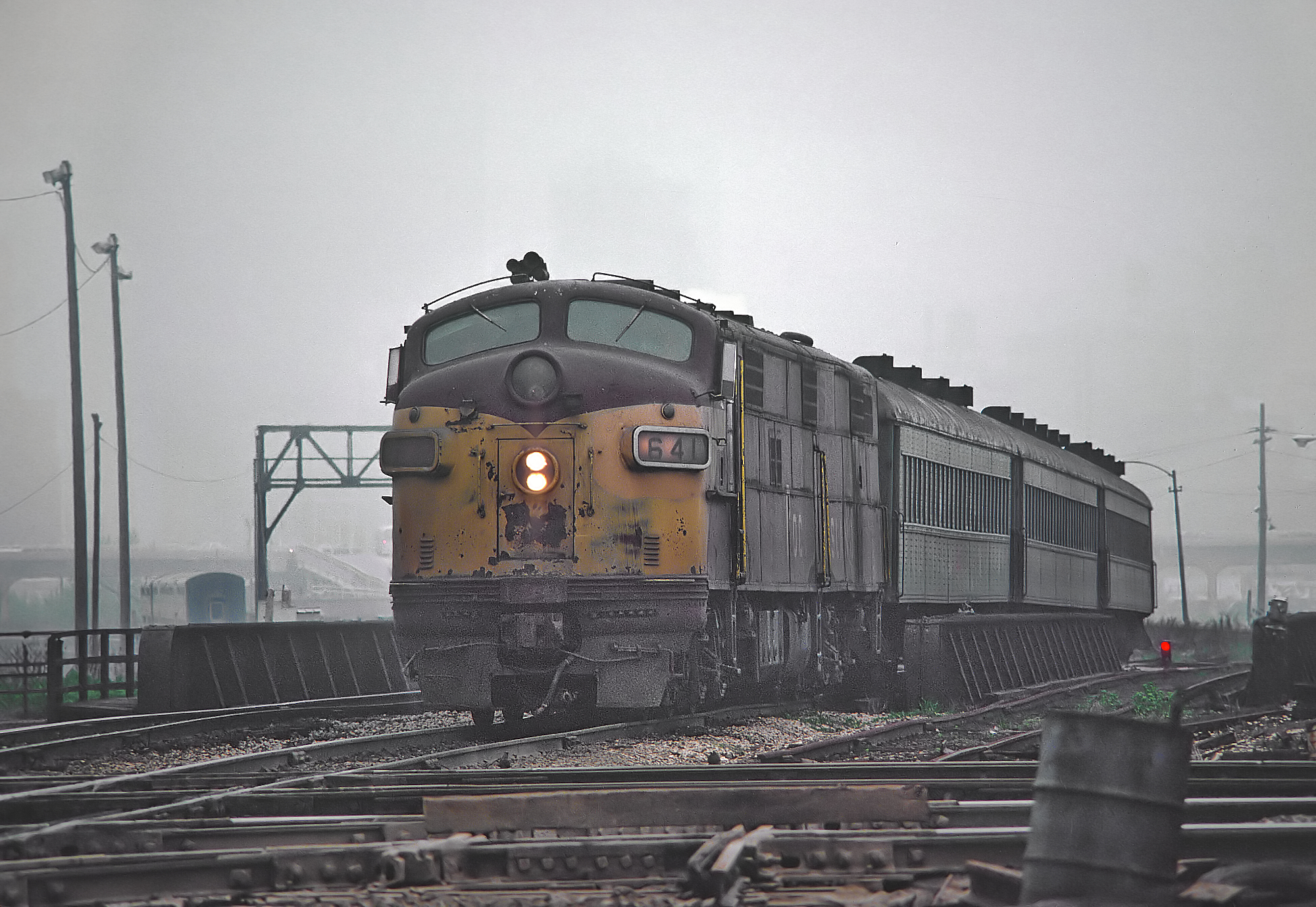
Rock-Island-Pendlerzug in Chicago (1978)

### Güterverkehr
Der Güterverkehr im Rock-Island-Streckennetz hatte zwei Schwerpunkte: Transitleistungen zwischen Übergabebahnhöfen zu anderen Bahngesellschaften sowie der Transport im bedienten Gebiet erzeugter landwirtschaftlicher Produkte, vor allem Getreide.
1929 verzeichnete die Rock Island im Güterverkehr eine Beförderungsleistung von 15,1 Milliarden Tonnenkilometern (9,4 Millionen Tonnenmeilen), die bis 1938 auf 9,8 Milliarden Tonnenkilometer (6,2 Milliarden Tonnenmeilen) sank. Im Kalenderjahr 1951 verbuchte die Rock Island Fracht im Umfang von 21,9 Milliarden Tonnenkilometern (13,6 Milliarden Tonnenmeilen).
1978 wurden 23,925 Milliarden Tonnenkilometer (14,866 Milliarden Tonnenmeilen) registriert. In diesem Jahr waren die größten Warenkategorien unter den beförderten Gütern mit 18,2 % Nahrungsmittel und verarbeitete Nahrungsmittel, mit 16,2 % „Agrarprodukte“, darunter Tierfutter, mit 9,5 % nicht-metallische Mineralien und mit 8,8 % Chemieprodukte.

### Verknüpfungen mit anderen Betreibern
Das Streckennetz der Rock Island hatte zahlreiche Verknüpfungen und Kreuzungen mit Strecken anderer Betreiber; insbesondere, wenn sich die Streckennetze überschnitten, wie mit der Chicago, Burlington and Quincy Railroad (CB&Q), der Missouri-Kansas-Texas Railroad (MKT), der Missouri Pacific Railroad (MP) oder der St. Louis–San Francisco Railway (Frisco). Der Tausch von Güterwagen und Übergang von Personenzügen fand jedoch weniger zwischen der Rock Island und diesen direkten Mitbewerbern, sondern vor allem an den Rändern des Rock-Island-Netzes statt.
1960 benannte die Rock Island folgende, alphabetisch sortierte Orte als wichtigste Übergangspunkte für den Güterwagentausch mit anderen Bahngesellschaften:
- Alexandria: Louisiana and Arkansas Railway (L&A), Missouri Pacific Railroad (MP), Texas and New Orleans Railroad (T&NO), Texas and Pacific Railway (T&P)
- Amarillo: Atchison, Topeka and Santa Fe Railway (ATSF) und Fort Worth and Denver Railway (FW&D)
- Chicago
  - 40th Street: Chicago Junction Railway
  - 63rd Street: New York Central Railroad (NYC)
  - 74th Street: Wabash Railroad
  - 89th Street: Chicago and Eastern Illinois Railroad (C&EI)
  - 120th Street: Chicago West Pullman and Southern Railroad (CWP&S)
  - Clearing Yard: Belt Railway of Chicago (BRC)
  - South Chicago: BRC, Chesapeake and Ohio Railway (C&O), Chicago Short Line, Elgin, Joliet and Eastern Railway (EJ&E), Erie-Lackawanna Railroad, Monon Railroad, NYC, New York, Chicago and St. Louis Railroad (NKP) und Pennsylvania Railroad (PRR)
  - Blue Island: Baltimore and Ohio Railroad (B&O), Baltimore and Ohio Chicago Terminal Railroad, Grand Trunk Western Railway, Indiana Harbor Belt Railroad und NYC
  - Joliet: ATSF, EJ&E, Gulf, Mobile and Ohio Railroad (GM&O) und Michigan Central Railroad
- Colorado Springs: ATSF, Colorado and Southern Railway (C&S) und Denver and Rio Grande Western Railroad (DRGW)
- Dallas: ATSF, FW&D, Missouri-Kansas-Texas Railroad (MKT), L&A, St. Louis–San Francisco Railway (Frisco), St. Louis Southwestern Railway (SSW), T&NO und T&P
- Denver: ATSF, Chicago, Burlington and Quincy Railroad (CB&Q), C&S, DRGW und Union Pacific Railroad (UP)
Die Rock-Island-Strecke endete in Limon. Denver wurde über Nutzungsrechte auf einem rund 140 km langen Streckenabschnitt der UP erreicht.[22]
- Eunice: MP und T&NO
- Forth Worth: ATSF, Frisco, FW&D, Fort Worth Belt Railway, Great Southwest Railroad, MKT, MP, SSW, T&NO und T&P
- Houston: ATSF, MKT, MP, Port Terminal Railroad Association und T&NO
- Kansas City: ATSF, CB&Q, Chicago, Milwaukee, St. Paul and Pacific Railroad (MILW), Frisco, GM&O, Kansas City Southern Railway (KCS), Kansas City Terminal Railway (KCT), MKT, MP, UP und Wabash
- Memphis: Frisco, GM&O, Illinois Central Railroad (IC), Louisville and Nashville Railroad, MP, Southern Railway und SSW
- Minneapolis: CB&Q, Chicago Great Western Railroad (CGW), Great Northern Railway, Minneapolis, St. Paul and Sault Ste. Marie Railroad, Minnesota Transfer Railway, MILW und Northern Pacific Railway (NP)
- Omaha: CB&Q, CGW, Chicago and North Western Railway (C&NW), IC, MILW, UP und Wabash
- Peoria: CB&Q, Chicago and Illinois Midland Railway, C&NW, GM&O, IC, NYC, NKP, Peoria and Pekin Union Railway, PRR und Toledo, Peoria and Western Railway
- Tucumcari: Southern Pacific Railroad (SP)
Tucumcari war betrieblicher Übergabepunkt zwischen Rock Island und Southern Pacific, während der tatsächliche Streckenwechsel etwa 95 km südwestlich in Santa Rosa lag. Bis Mitte der 1970er-Jahre lag ein Schwerpunkt des Güterverkehrs über Tucumcari auf Gemüse und Obst aus Kalifornien, Arizona und dem Norden Mexicos. Zu den Erntezeiten wurden täglich zwei Züge mit 130 bis 190 Güterwagen mit verderblichen Waren übernommen; im gesamten Jahr 1963 beispielsweise 1,152 Millionen Tonnen.[22]

## Personen
1978 waren 8280 Mitarbeiter für die Rock Island tätig.

### Unternehmensleitung
Die Liste gibt einen Überblick über die Präsidenten der Bahngesellschaft, sowie der Chief Executive Officer (ab 1964) sowie Chairman of the Board (ab 1956)
- Rock Island and LaSalle Rail Road/Chicago, Rock Island Rail Road (bis 20. August 1866)
  - 27. November 1850–22. Dezember 1851: James Grant
  - 22. Dezember 1851–19. Dezember 1854: John Bloomfield Jervis
  - 19. Dezember 1854–11. Juni 1863: Henry Farnam
  - 11. Juni 1863–21. Juni 1866: Charles W. Durant[23]
- Chicago, Rock Island and Pacific Railroad (20. August 1866–3. Juni 1880)
  - 21. Juni 1866–14. April 1877: John F. Tracy[24][25]
  - 14. April 1877–3. Juni 1880: Hugh Riddle
- Chicago, Rock Island and Pacific Railway (3. Juni 1880–31. Dezember 1947)
  - 3. Juni 1880-6. Juni 1883: Hugh Riddle[26]
  - 6. Juni 1883-2. Juni 1898: Ransom Reed Cable
  - 2. Juni 1898–31. Dezember 1901 Warren G. Purdy[27]
  - 1. Januar 1902-26. März 1904: William Bateman Leeds[27]
  - 26. März 1904-2. Dezember 1909: Benjamin L. Winchell
  - 2. Dezember 1909-20. April 1915: Henry U. Mudge
  - 20. April 1915-21. Juni 1917: Jacob M. Dickinson (Konkursverwalter)
  - 22. Juni 1917-7. Juni 1933: James E. Gorman
  - 7. Juni 1933-31. Dezember 1947: Konkursverwalter Joseph B. Fleming, James E. Gorman (bis 25. März 1942), Frank Orren Lowden (bis 20. März 1943), Aaron Colnon (ab 19. April 1943)
- Chicago, Rock Island and Pacific Railroad (16. Dezember 1947–1. Juni 1984)
  - 1. Januar 1948–31. Dezember 1955: John D. Farrington (1956–1961 Chairman of the Board)
  - 1. Januar 1956-31. Januar 1961: Downing B. Jenks
  - 8. Mai 1961-17. Mai 1965: R. Ellis Johnson[28]
  - 8. Oktober 1964-31. Juli 1970: Jervis Langdon Jr. (Chairman of the Board; Chief Executive Officer; Präsident ab 17. Mai 1965)
  - 14. September 1970-14. Oktober 1974: William J. Dixon[29]
  - 14. September 1970-12. September 1972: Peter Kiewit[30] (Chairman of the Board)
  - 14. September 1970-14. Oktober 1974: Theodore E. Desch (CEO; ab 12. September 1972 auch Chairman of the Board)
  - 14. Oktober 1974–17. März 1975: Lewis B. Harder (Chairman of the Board)
  - 1. November 1974–November 1979: John W. Ingram[31]
  - 17. März 1975–1. Juni 1984: William M. Gibbons (gerichtlich bestellter Konkursverwalter)

## Fahrzeuge
1914 verfügte die Rock Island über 1678 Dampflokomotiven, 1163 Personenwagen und 45674 Güterwagen. Ende 1955 besaß die Rock Island 429 Diesellokomotiven, 715 Personenwagen, 29.104 Güterwagen, 433 Cabooses und 1340 Dienstgüterwagen. 1978 waren 660 Diesellokomotiven, 79 Personenwagen und 26592 Güterwagen (inkl. Dienstgüterwagen) vorhanden.

### Lokomotiven
Anfang 1948 verfügte die Rock Island noch über 612 Dampflokomotiven. Sie hatte bereits in den späten 1930er-Jahren erste Diesellokomotiven beschafft, jedoch noch 1944 und 1946 je zehn Dampflokomotiven der Bauart Northern bauen lassen, in deren Leistungsklasse keine Diesellokomotiven auf dem Markt verfügbar waren. Mit 85 Maschinen besaß die Rock Island einer der größten Northern-Flotten der Vereinigten Staaten. Ähnlich wie meisten anderen US-amerikanischen Bahngesellschaften ersetzte das Unternehmen in den folgenden Jahren innerhalb kurzer Zeit alle Dampflokomotiven. Im Dezember 1952 wurde der Dampfbetrieb abseits des Vorortverkehrs in Chicago und einzelner Rangierdienste eingestellt. Ende 1953 waren nur noch 21 Dampflokomotiven vorhanden; die letzte Maschine wurde schließlich im April 1954 abgestellt.
Unter den in den 1940er- und 1950er-Jahren neu beschafften Diesellokomotiven waren neben Standardmodellen der etablierten Produzenten, wie etwa ALCO RS-1 oder EMD-E- und F-Serien, auch Kleinserien wenig verbreiteter Typen. So erwarb die Rock Island beispielsweise verschiedene Rangierlokomotiven des Herstellers Geo D. Whitcomb Company und zehn der für den amerikanischen Markt untypisch als Mittelführerstandslokomotiven ausgeführten ALCO Century 415. Auch die einzigen beiden Exemplare des Fahrzeugtyps EMC AB6 waren im Besitz der Rock Island. Technisch ähnelten sie EMD E6, hatten aber kastenförmige Aufbauten, um optisch unauffälliger innerhalb eines Zugverbands geführt zu werden.

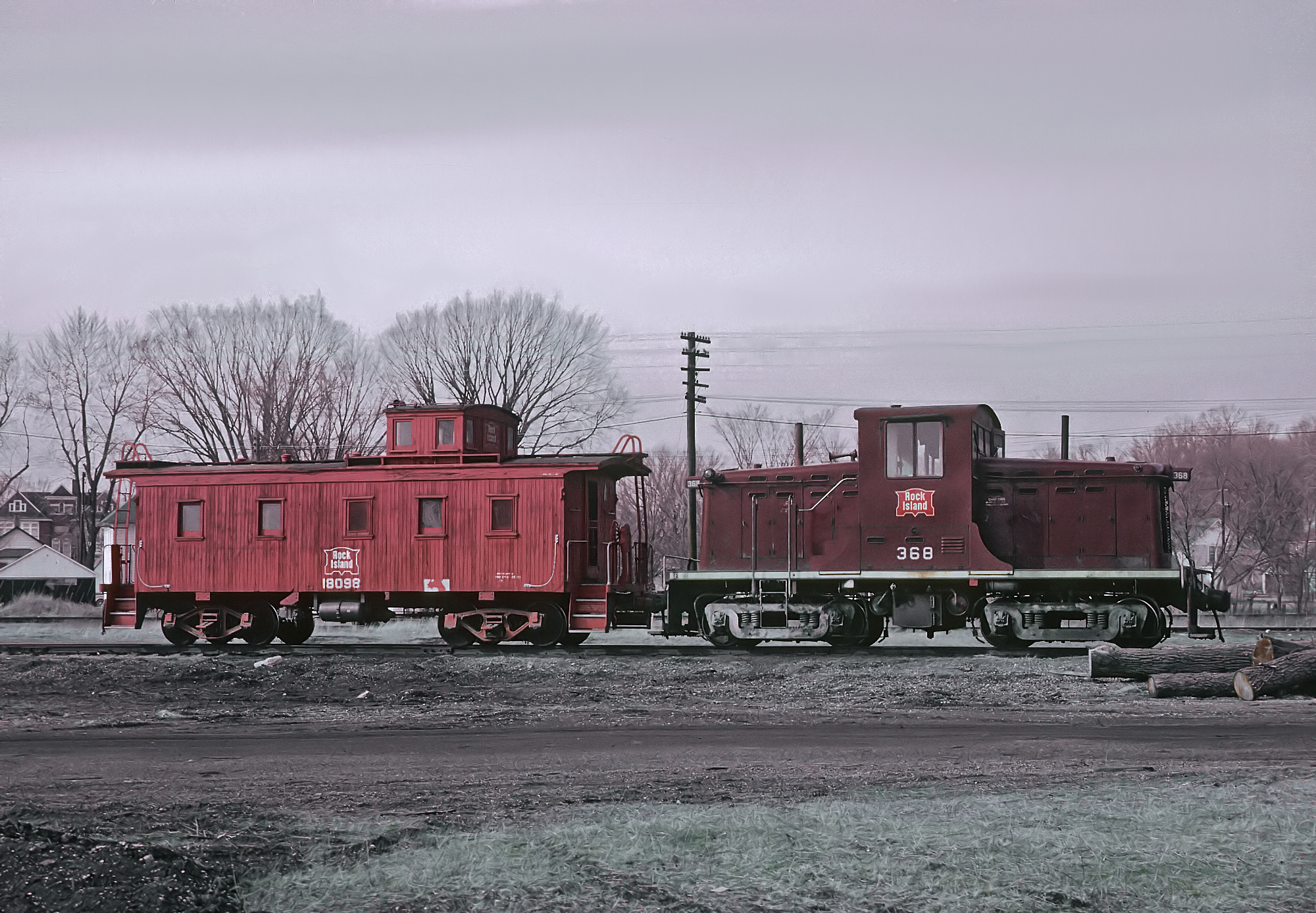
Whitcomb-44-ton-Rangierlok (1966)
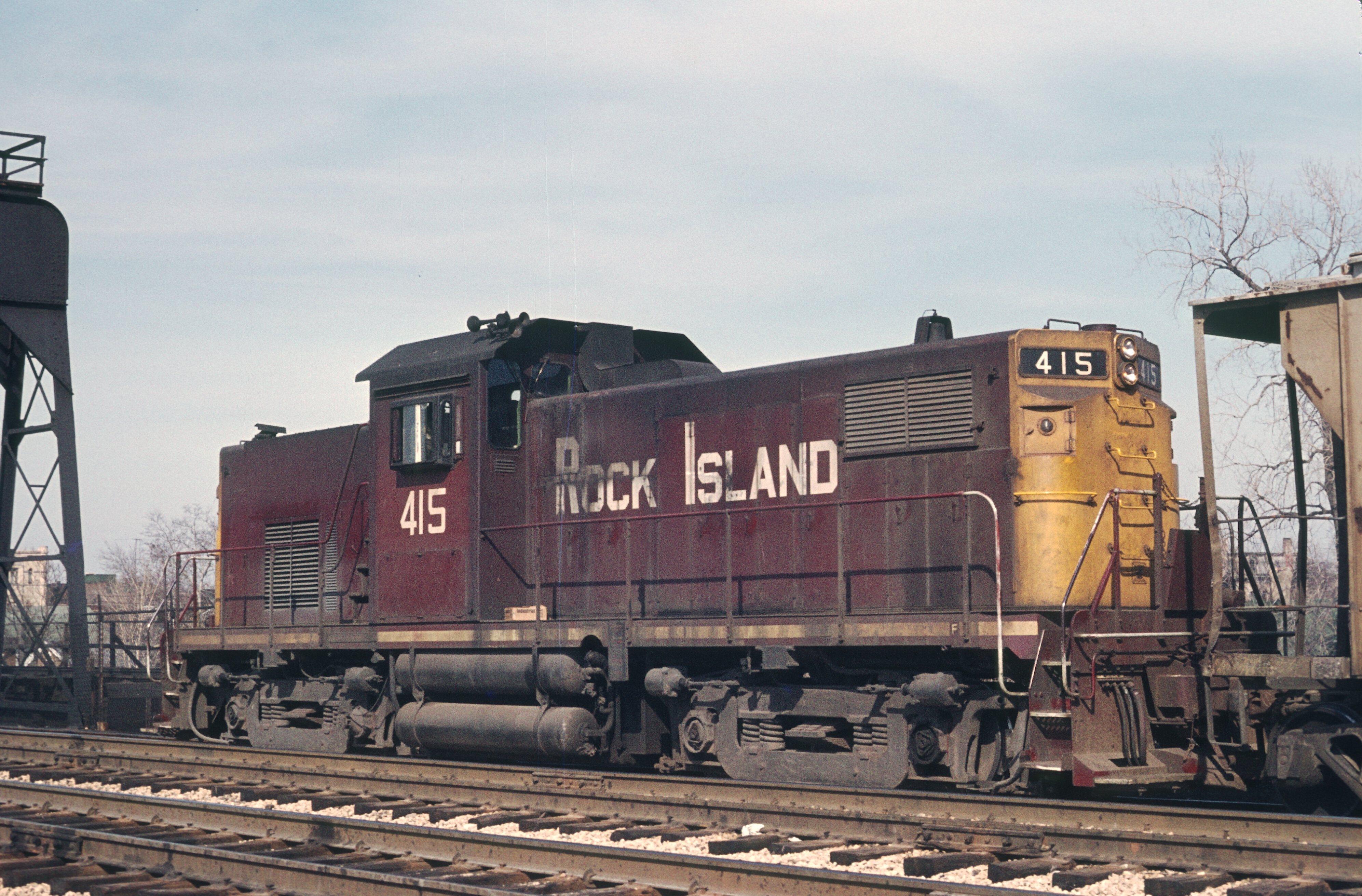
ALCO Century 415 (1972)
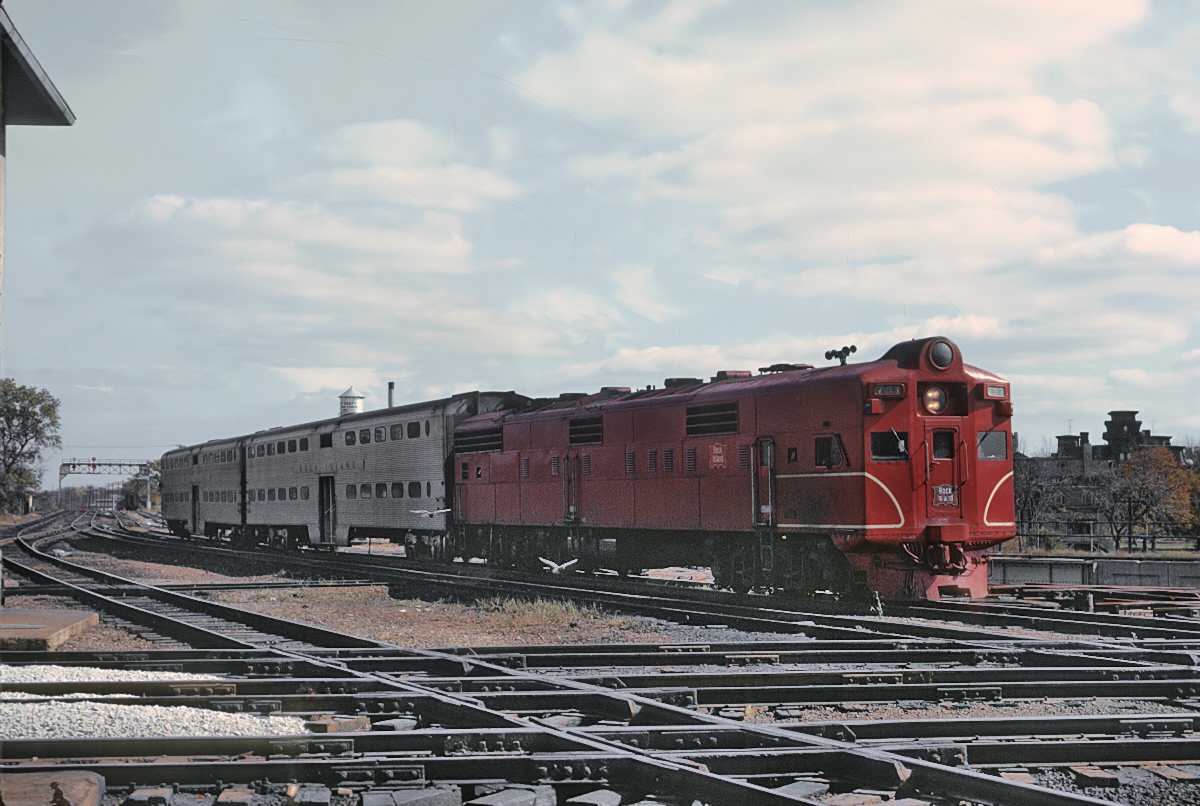
EMC AB6 im Nahverkehrsdienst (1966)

Der mit der größten Stückzahl bei der Rock Island vertretene Diesellokomotivtyp war in den 1950er-Jahren die EMD GP7 mit 100 Exemplaren, gefolgt von rund 80 Vertretern verschiedener EMD-F-Serie-Bauarten. In den 1960er-Jahren wurden unter anderem eine größere Serie GE U25B beschafft, 1976 und 1978 insgesamt 68 EMD GP38-2. 1979 bestellte die Rock Island 35 weitere GP 38-2, die aber nicht finanziert werden konnten. Die Chicago and North Western Transportation (C&NW) übernahm den Auftrag und setzte die Lokomotiven ab 1980 auch auf den durch die C&NW übernommenen Rock-Island-Strecken ein.
Die in den 1930er-, 1940er- und frühen 1950er-Jahren beschafften Diesellokomotiven der Rock Island trugen eine rot-schwarze Lackierung mit weißen Akzenten. Diese wurde bei späteren Bestellungen durch einfachere rote Lackierungsvarianten, teilweise mit gelben Fronten, abgelöst. Das in den 1970er-Jahren eingeführte Corporate Design mit hellblau und weiß erhielten die zuletzt beschafften Maschinen sowie in dieser Zeit neu lackierte ältere Lokomotiven.

### Triebwagen
Von 1953 bis 1956 beschaffte die Rock Island insgesamt fünf Budd Rail Diesel Cars (RDC). Drei der einteiligen Triebwagen wurden für den etwa 1200 km langen Choctaw-Rockette-Zuglauf Memphis–Little Rock–Oklahoma City–Amarillo genutzt, bis dort mit der letzten Fahrt am 8. August 1964 der Personenverkehr eingestellt wurde.

## Sonstiges
Der Song Rock Island Line von Leadbelly handelt von dieser Eisenbahngesellschaft. Es gibt diverse Coverversionen des Liedes, unter anderem von Johnny Cash und Lonnie Donegan.